# Dasyhelea distalis
Dasyhelea distalis är en tvåvingeart som beskrevs av Jean-Jacques Kieffer 1918. Dasyhelea distalis ingår i släktet Dasyhelea och familjen svidknott.
Artens utbredningsområde är Turkiet. Inga underarter finns listade i Catalogue of Life.